# سجلات راغناروك
سجلات راغناروك (باليابانية: 終末のワルキューレ، بالروماجي: Shūmatsu no Warukyūre) هي سلسلة مانغا يابانية من تأليف شينيا أوميمورا وتاكومي فوكوي ورسم أجيتشيكا، نشرت من قبل توكوما شوتين ثم من قبل كواميكس، في زينون كوميكس الشهرية، منذ 25 نوفمبر عام 2017. أنتجت إلى أونا أنمي من استيديو غرافينيكا، سيعرض في يونيو عام 2021.

## القصة
تدور احداث القصه حول ان هناك اجتماع بين الالهه يدور كل 1000 عام ويحدد في ذلك الاجتماع مصير البشريه ويقرر الالهه في ذلك الاجتماع بتصويت الاغلبيه بالقضاء على البشر نهائيا والى الابد ولكن تعترض واحده من الالهه وتقترح عليهم باجراء حرب رغناروك و قوانيها هي 13 بشرياً ضد 13 إلهاً وتدور احداث القصه حول ان هناك اقوى البشر على مر التاريخ ضد اقوى الالهه في جميع نصوص الاساطير.

## الشخصيات

### فالكيريز
برونهيلد (باليابانية: ブリュンヒルデ، بالروماجي: Buryunhirude)
أداء صوتي: ميوكي ساواشيرو<
غول (باليابانية: ゲル، بالروماجي: Geru)
أداء صوتي: تومويو كوروساوا
راندغريز (باليابانية: ランドグリーズ، بالروماجي: Randogurīzu)
أداء صوتي: أيا كاواكامي
ريجينليف
أداء صوتي: رينا كاواغوتشي
هريست
أداء صوتي: يو كوباياشي
هلوك
أداء صوتي: هونوكا إينوي
ثرود
أداء صوتي: أكيرا ميكي

### البشر
لو بو (باليابانية: 呂 布 奉先، بالروماجي: Ryo Fu Hōsen)
أداء صوتي: توموكازو سيكي
آدم (باليابانية: アダム، بالروماجي: Adamu)
أداء صوتي: سوما سايتو
كوجيرو ساساكي (باليابانية: 佐々木 小次郎، بالروماجي: Sasaki Kojirō)
أداء صوتي: كازوهيرو ياماجي
جاك السفاح (باليابانية: ジャック・ザ・リッパー، بالروماجي: Jakku za Rippā)
أداء صوتي: توموكازو سوغيتا
رايدين تاميمون (باليابانية: 雷電爲右エ門، بالروماجي: Raiden Tameemon)
غوتاما بوذا (باليابانية: 釈迦، بالروماجي: Shaka)
أداء صوتي: يويتشي ناكامورا
تشين شي هوانغ (باليابانية: 秦始皇، بالروماجي: Shikōtei)
أداء صوتي: كايتو إيشيكاوا
أوكيتا سوجي (باليابانية: 沖田 総司، بالروماجي: Okita Sōji)
أداء صوتي: تسوباسا يوناغا

### غودز فايتير
ثور (باليابانية: トール، بالروماجي: Tōru)
أداء صوتي: هيكارو ميدوريكاوا
زيوس (باليابانية: ゼウス، بالروماجي: Zeusu)
أداء صوتي: واتارو تاكاغي
بوسيدون (باليابانية: ポセイドンPoseidon)
أداء صوتي: تاكاهيرو ساكوراي
هرقل (باليابانية: ヘラクレス، بالروماجي: Herakuresu)
أداء صوتي: كاتسويوكي كونيشي
شيفا (باليابانية: シヴァ، بالروماجي: Shiva)
أداء صوتي: تاتسوهيسا سوزوكي
زيروفوكو (باليابانية: 零福، بالروماجي: Zerofuku)
أداء صوتي: أيومو موراسي
بابياس (باليابانية: 波旬، بالروماجي: Hajun)
أداء صوتي: تيتسو إينادا</ref>
هاديس (باليابانية: ハデス، بالروماجي: Hadesu)
أداء صوتي: ريوتارو أوكيايو

### غودز
هيرميز (باليابانية: ヘルメス، بالروماجي: Herumesu)
أداء صوتي: جونيتشي سوابي
أفروديت (باليابانية: アフロディテ، بالروماجي: Afurodite)
أداء صوتي: ريه تاناكا
آريز (باليابانية: アレス، بالروماجي: Aresu)
أداء صوتي: هيناتا تاداكورو
أودين (باليابانية: オーディン، بالروماجي: Ōdin)
أداء صوتي: شو هايامي
لوكي (باليابانية: ロキ، بالروماجي: Roki)
أداء صوتي: يوشيتسوغو ماتسوؤكا
هيمدال (باليابانية: ヘイムダル، بالروماجي: Heimudaru)
أداء صوتي: يوكيهيرو نازوياما
هوجين و مونين (باليابانية: フギン&ムニン، بالروماجي: Fugin & Munin)
أداء صوتي: تايسوكي ناكانو (هوجين)، توموهيرو ياماغوتشي (مونين)
أبولو (باليابانية: オーディン، بالروماجي: Ōdin)
أداء صوتي: شو هايامي
بعل زبوب (باليابانية: ベルゼブブ، بالروماجي: Beruzebubu)
أداء صوتي: دايسكي ناميكاوا

## وصلات خارجية
- سجلات راغناروك مانغا على موقع Manga Hot (باليابانية)
- سجلات راغنارو على موقع Monthly Comic Zenon (باليابانية)
- موقع الأنمي الرسمي (باليابانية)
- سجلات راغناروك على موقع نتفليكس (الإنجليزية)
- سجلات راغناروك على موقع ANN manga (الإنجليزية)